# San Román de la Cuba
San Román de la Cuba ist ein nordspanisches Dorf und Hauptort einer Gemeinde (municipio) mit 53 Einwohnern (Stand: 2024) in der Provinz Palencia in der Autonomen Gemeinschaft Kastilien-León. 

## Lage und Klima
San Román de la Cuba liegt in der Region Tierra de Campos auf der kastilischen Hochebene in einer Höhe von ca. 805 m. Die Provinzhauptstadt Palencia befindet sich mit ihrem Stadtzentrum etwa 39 Kilometer (Fahrtstrecke) südöstlich.
Das Klima im Winter ist durchaus kalt, im Sommer dagegen warm bis heiß; die eher spärlichen Regenfälle (ca. 545 mm/Jahr) fallen überwiegend im Winterhalbjahr.

## Bevölkerungsentwicklung
| Jahr      | 1970 | 1981 | 1991 | 2001 | 2011 | 2021 |
| --------- | ---- | ---- | ---- | ---- | ---- | ---- |
| Einwohner | 244  | 180  | 147  | 107  | 90   | 63   |

## Sehenswürdigkeiten

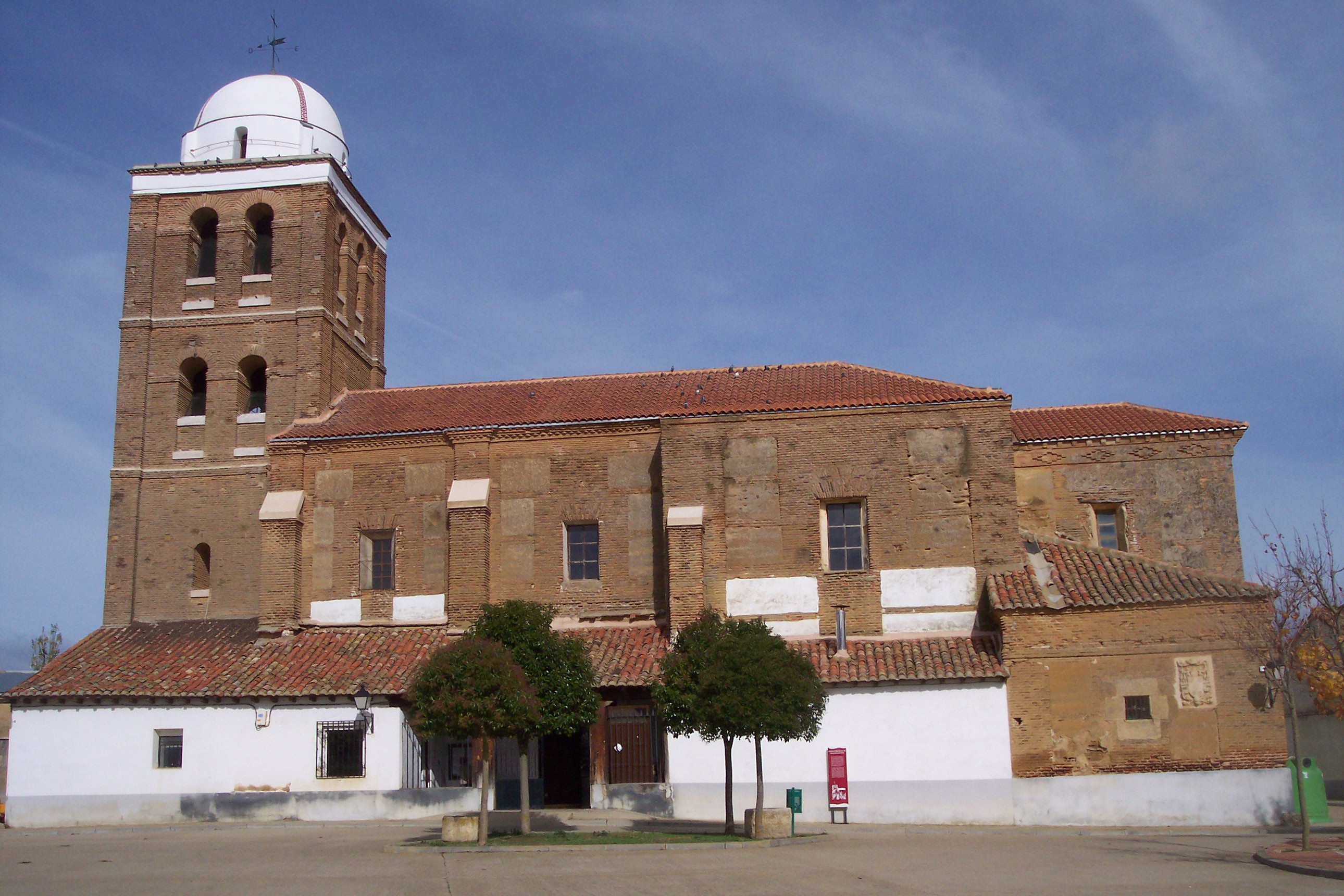
Johannes-der-Täufer-Kirche
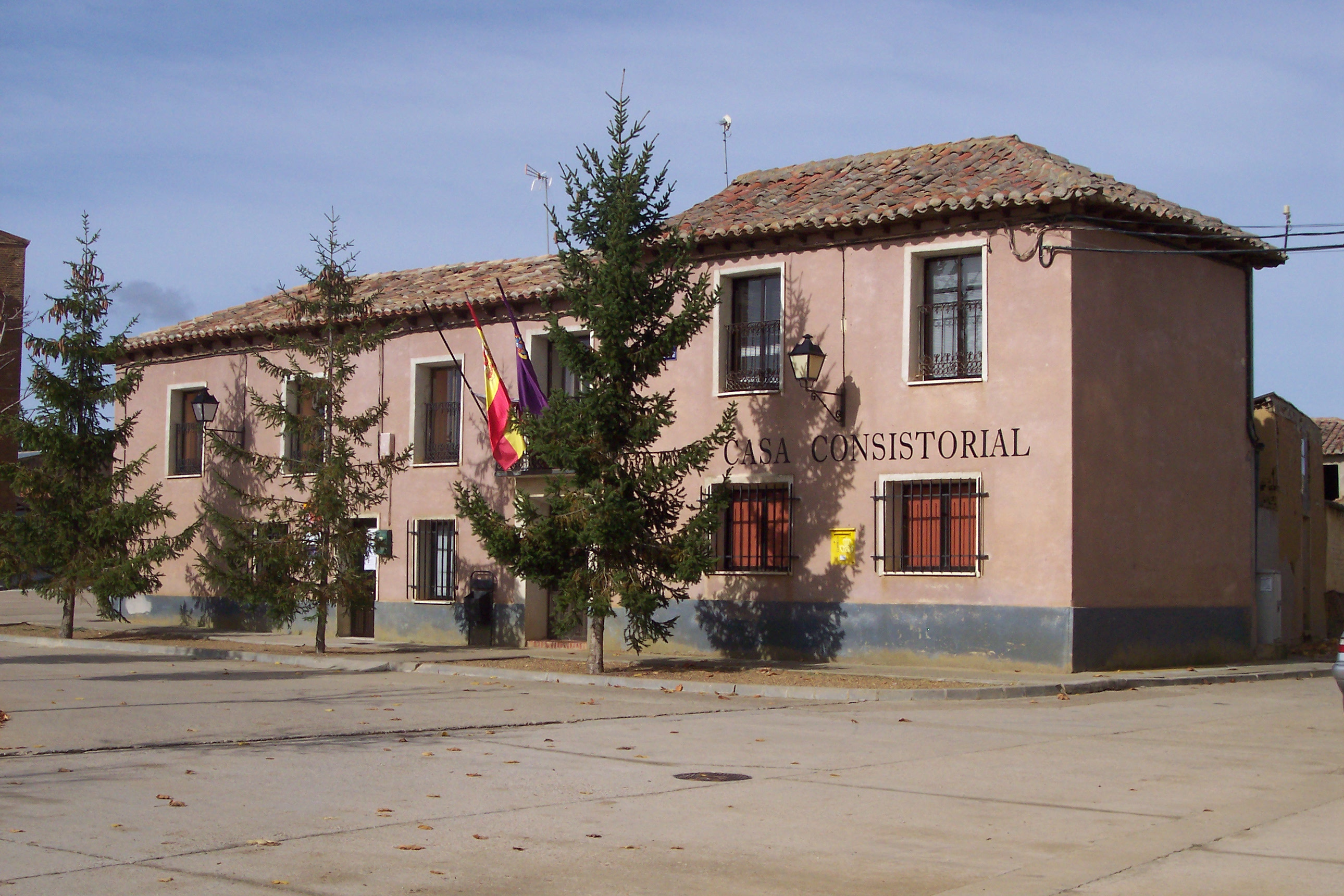
Rathaus

- Johannes-der-Täufer-Kirche
- Rathaus

## Persönlichkeiten
- Francisco Antonio Caballero (um 1635–1683), Bischof von Segovia (1683)